# Johann Christian Eschenbach
Pour les articles homonymes, voir Eschenbach.
Johann Christian Eschenbach (1719-1758) est un philosophe allemand, premier traducteur et commentateur des Trois Dialogues entre Hylas et Philonous de George Berkeley et de la Clavis universalis d'Arthur Collier. Il est surtout connu pour avoir proposé une réfutation de l'idéalisme de Berkeley.

## Biographie
À partir de 1738, Eschenbach étudia la philosophie et la théologie à l'université de Rostock (où il subit l'influence de Joachim Georg Darjes), puis à l'université de Erlängen et de Göttingen. En 1750, il devint professeur de poésie à l'université de Rostock, mais il enseigna également la logique, la métaphysique et le droit naturel (l'un de ses célèbres étudiants est Johann Nikolaus Tetens). En 1753, il reprit des études de droit à l'université de Leipzig et obtint un an plus tard son doctorat en jurisprudence à l'université de Rostock. Eschenbach meurt en 1758.

## Œuvres
- Idealismus fundamento destitutus, Rostock, 1752.
- Sammlung der vornehmsten Schriftsteller, die die Würklichkeit ihres eignen Körpers und der ganzen Körperwelt läugnen. Enthaltend des Berkeleys Gespräche zwischen Hylas und Philonous und des Colliers Allgemeinen Schlüssel, Rostock, 1756.
- Logic oder Denkungswissenschaft, Rostock, 1756.
- Metaphisic oder Hauptwissenschaft, Rostock, 1757.